# Fransk Guyanas fodboldforbund
Ligue de Football de Guyane er det styrende organ for fodbold på Fransk Guyana.